# Mittelerde: Mordors Schatten
Mittelerde: Mordors Schatten ist ein Computerspiel des Entwicklers Monolith Productions aus dem Jahr 2014. Es handelt sich dabei um ein Action-Adventure und basiert inhaltlich auf der Der-Herr-der-Ringe-Lizenz.

## Handlung
Das Spiel ist zeitlich zwischen den Ereignissen von Der Hobbit und Der Herr der Ringe angesiedelt. Die Haupthandlung dreht sich um Talion, einen Waldläufer von Gondor, welcher, als der dunkle Herrscher Sauron mit seiner Armee die Herrschaft über Mordor an sich reißt, während der Verteidigung des schwarzen Tores von Mordor das Leben verliert und zuvor mitansehen muss, wie Feinde seine Familie vor seinen Augen töten. Jedoch wird Talion von einem mysteriösen Rachegeist wiederbelebt, welcher ihm das Leben im Gegenzug dafür schenkt, dass dieser ihm hilft, sich am gemeinsamen Feind zu rächen. Später im Spielverlauf wird klar, dass es sich bei diesem Geist um Celebrimbor handelt, einen alten Elbenfürsten, der einstmals die Ringe der Macht schmiedete, jedoch von Sauron verraten, gefangen genommen, gefoltert und getötet wurde. Talion bereist im Spielverlauf zwei Bereiche von Mordor, die an das schwarze Tor angrenzende Ebene Udûn und die im Hinterland gelegene Küste des Núrnenmeers.
Zu diesem Zeitpunkt der Geschichte ist das Land Mordor noch nicht völlig von Dunkelheit umfangen. Bekannte Charaktere wie etwa Gollum treten auf. Obgleich das Team von Monolith in Zusammenarbeit mit Middle-earth Enterprises, Peter Jackson und dem Weta Workshop arbeitete, so treten in der Handlung doch einige Details auf, die nicht völlig mit dem Kanon der bisherigen Erzählung von Tolkien übereinstimmen.

## Spielprinzip
In Mordors Schatten spielt der Spieler als Talion, ein Waldläufer mit übernatürlichen, durch seinen Rachegeist verliehenen Fähigkeiten. Das Spiel ist open-World-basiert und es gibt neben der Haupthandlung auch diverse Nebenquests, wie auch die Möglichkeit, die Welt frei zu erkunden.
Ein zentraler Spielbestandteil ist das sogenannte Nemesis-System, welches es dem Spieler ermöglicht, neue NPCs zu erschaffen und deren Laufbahnen zu beeinflussen. Hierbei werden die Aktionen des Spielers gegenüber seinen Gegnern und anderen Charakteren berücksichtigt und diese beeinflussen das Äußere, die Fähigkeiten und Reaktionen der Charaktere auf die folgenden Begegnungen mit dem Spieler. Als Beispiel wird etwa ein Ork, der von Talion ins Feuer geworfen wurde und dies überlebte, bei der nächsten Begegnung Brandnarben besitzen und Rache für diese Aktion fordern. Der Spieler kann Talion in seinen Fähigkeiten aufleveln, jeweils in einem Forschungsbaum für Waldläufer- wie für Rachegeist-Fertigkeiten. Erstere erlauben es Talion, sich leise und ohne Aufmerksamkeit zu erregen durch die Umgebung zu schleichen, währenddessen letztere die Macht, seinen Feinden seinen Willen aufzuzwingen und sie zum Sammeln von Informationen, Verbreiten von Angst oder sogar zum Ermorden ihrer Anführer zu bringen, erweitert.
Das Nemesis-System wurde, bedingt durch den schieren Umfang, in den Veröffentlichungen für PS3 und XBox 360 reduziert, wobei der Entwicklerfokus ausdrücklich auf den damaligen Next-Generation-Konsolen PS4 und Xbox One lag.

## Erweiterungen
Monolith veröffentlichte mehrere Downloaderweiterungen für das Spiel.
- Der helle Herrscher
- Test of Power
- Blood Hunters Warband
- The Dark Ranger Character Skin
- Captain of the Watch Character Skin
- Orc Slayer Rune
- Lord of the Hunt
- Flame of Anor Rune
- Flesh Burners Warband
- Berserks Warband
- Deadly Archer Rune
- Skull Crushers Warband
- Hidden Blade Rune
- Rising Storm Rune
- Endless Challenge
- Test of Wisdom
- Power of Shadow
- Test of Speed
- HD Content

## Rezeption
Mittelerde: Mordors Schatten erhielt im Durchschnitt positive Bewertungen.
Spieledesigner Ken Levine lobte Mordors Schatten wegen seines Nemesis-Systems, weil es für ihn ein positives Beispiel darstellt, wie Spiele sich an die Vorgehensweise des Spielers anpassen und ihm so mehr Handlungsfreiheit bieten können, als die üblicherweise von Gamedesignern ausgedachten Wahlmöglichkeiten. In Anlehnung an den Terminus Open World bezeichnete er Mordors Schatten als erstes „open narrative game“ (sinngemäß: Spiel mit offener Erzählweise).
Auszeichnungen
- The Game Awards 2014[9]
  - Bestes Action-Adventure
- DICE Awards 2015[10]
  - Adventure Game of the Year
  - Outstanding Achievement in Story
  - Outstanding Achievement in Game Direction
  - Outstanding Achievement in Game Design
  - Outstanding Innovation in Gaming
  - Outstanding Achievement in Animation
  - Outstanding Achievement in Character
  - Outstanding Technical Achievement
- Game Developers Choice Awards 2015[11]
  - Spiel des Jahres
- British Academy Video Games Awards 2015[12]
  - Bestes Design
- SXSW Gaming Awards[13]
  - Excellence in Gameplay
  - Excellence in Animation
  - Excellence in Design and Direction

## Nachfolger
Ende Februar 2017 kündigte Warner Bros. Interactive Entertainment mit Mittelerde: Schatten des Krieges eine Fortsetzung an, die an die Geschichte von Mittelerde: Mordors Schatten anknüpft. Der Titel erschien am 10. Oktober 2017 für PC, PlayStation 4 und Xbox One.
Der Nachfolger erschien in vier verschiedenen Editionen. Neben der Standard Edition gibt es eine Silber-, Gold- und Mithril-Edition, die neben einem Exemplar von Mittelerde: Schatten des Krieges viele weitere Inhalte wie beispielsweise einen Zugang zu kommenden Erweiterungen beinhalten.